# 魯道夫·克里斯蒂安 (東菲士蘭)
魯道夫·克里斯蒂安（Rudolf Christian，1602年6月2日—1628年4月17日），東菲士蘭伯爵（1625—1628），埃諾三世的兒子，統治僅僅三年被馬蒂亞斯·加拉斯殺害。

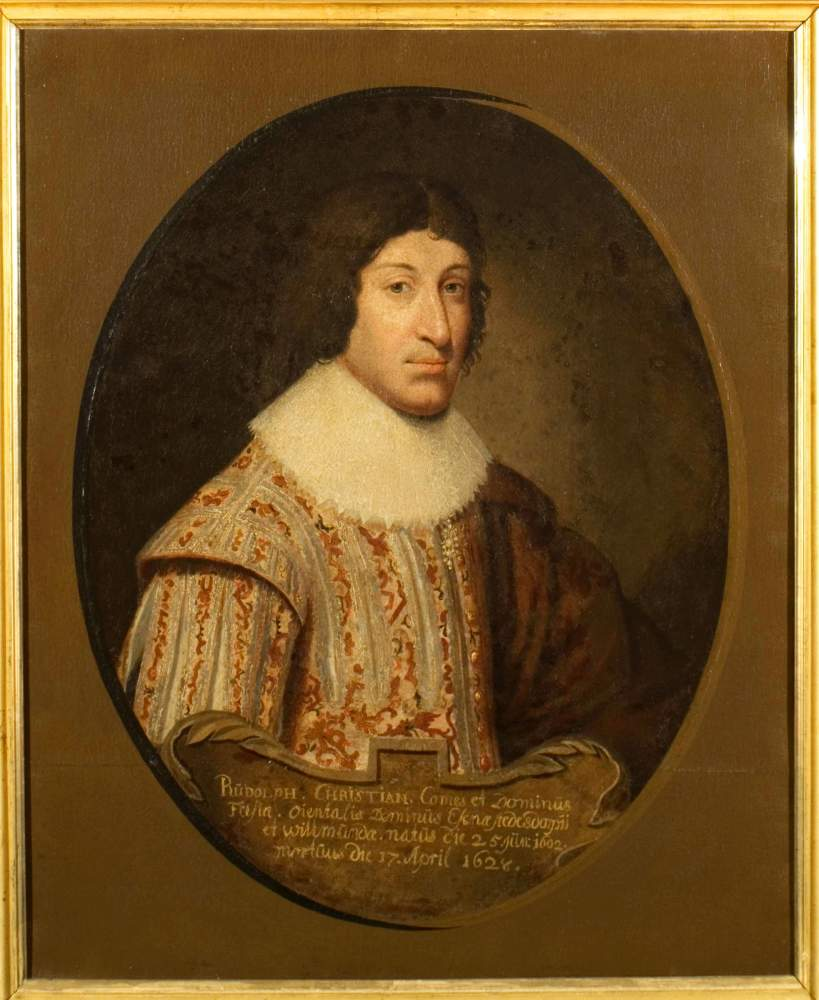
魯道夫·克里斯蒂安